# John Pringle (jurist)
John Pringle, född den 25 november 1741, död den 14 februari 1811 i Edinburgh, var en skotsk rättslärd.
Pringle blev advokat 1763 och var professor i rättshistoria vid Edinburghs universitet 1765–1780. Han tillhörde de grundande medlemmarna av Royal Society of Edinburgh 1783.